# Titularbistum Margum
Margum (ital.: Margo) ist ein Titularbistum der römisch-katholischen Kirche.
Es geht zurück auf ein ehemaliges Bistum in der römischen Provinz Moesia superior, das heutige Požarevac in Serbien. Es gehörte der Kirchenprovinz Viminacium an.
| Titularbischöfe von Margum |                                            |                                                                  |                   |                   |
| Nr.                        | Name                                       | Amt                                                              | von               | bis               |
| 1                          | Franciszek Sonik                           | Weihbischof in Kielce (Polen)                                    | 16. Dezember 1935 | 27. November 1957 |
| 2                          | Tiago Miguel Ryan OFM (James Michael Ryan) | Prälat von Santarém (Brasilien)                                  | 31. Januar 1958   | 26. Mai 1978      |
| 3                          | Salvador T. Modesto                        | Weihbischof in Dumaguete Weihbischof in San Carlos (Philippinen) | 28. Dezember 1978 | 11. Oktober 2015  |
| 4                          | Jacek Kiciński CMF                         | Weihbischof in Breslau (Polen)                                   | 13. Februar 2016  |                   |